# دوروتی لیمان
 دوروتی لیمان (انگلیسی: Dorothy Lyman؛ زادهٔ ۱۸ آوریل ۱۹۴۷) یک هنرپیشه، و کارگردان اهل ایالات متحده آمریکا است.